# Moorfund bei Rislev
Das Moor bei Rislev ist ein eisenzeitlicher archäologischer Fundplatz im Kirchspiel Rislev auf der dänischen Insel Seeland. Die Ausgrabungen fanden 1941–1944 statt.
Es wurden hunderte von Tierknochen von mindestens 29 Tieren und zwei menschliche Skelette geborgen. Bei den Tieren waren die meisten Pferde. Es fanden sich die Schädel, Bein- und Schwanzknochen von 12 Pferden. Mindestens sieben Rinder, drei Hunde, fünf Schafe und drei Schweine waren ebenfalls niedergelegt worden. Bis auf die Hundeknochen handelte es sich bei allen Tierknochen offensichtlich um Speisereste. Die menschlichen Knochen waren verstreut. Die Datierung ergab die Zeit um 380 und 225–335 v. Chr. Sie waren kräftiger als die sonst festzustellende einheimische Bevölkerung dieser Zeit.
Der Opferplatz lag in einem verhältnismäßig dicht besiedelten Gebiet, das durch Viehweiden und Roggenanbau geprägt war. Es scheint hier eine bäuerliche Gesellschaft tätig gewesen zu sein.